# Blue Ridge Parkway
De Blue Ridge Parkway is een National Parkway in het oosten van de Verenigde Staten die bekendstaat als een van de meest pittoreske wegen van het land. De weg loopt van het Great Smoky Mountains National Park in het zuiden over een lengte van 755 km naar het Shenandoah National Park in het noorden van het tracé. De weg wordt beheerd door de National Park Service en biedt naast natuur ook een aantal cultureel significante locaties. Met 14 miljoen bezoekers in 2014 is het de populairste attractie van de National Park Service.

## Geschiedenis
Met de opening van de nieuwe nationale parken Great Smoky Mountains National Park en Shenandoah National Park in de jaren '30 van de 20e eeuw ontstond ook de behoefte deze parken aan elkaar te verbinden. Er bestond al een project voor een puur toeristische weg door de Appalachen onder de naam Appalachian Scenic Highway. In 1935 begon de verdere constructie van het project, wat in 1936 door het Amerikaans Congres formeel als Blue Ridge Parkway aan de National Park Service werd toevertrouwd.
De bouw van de parkway nam uiteindelijk 52 jaar in beslag en werd in 1987 afgerond met het neerleggen van het laatste segment in de buurt van Grandfather Mountain, in het westen van North Carolina. De lange constructieperiode heeft vooral met drie factoren te maken. Een deel van het tracé loopt door gebieden die toebehoorden aan de Cherokee-indianen en deze hebben zich tussen 1935 en 1940 verzet tegen de komst van de weg. Ten tweede werd de bouw met de aanvang van de Tweede Wereldoorlog onderbroken en als laatste was er veel tijd en geld gemoeid met het aankopen van de vele hectaren grond op en rond het tracé van de vele eigenaren.